# المتحف اليهودي في تركيا
المتحف اليهودي في تركيا (يعرف رسميًا بـ متحف كيوينسينتينيال فونداشن لليهود الأتراك) هو مركز ثقافي أنشأته مؤسسة كيوينسينتينيال فونداشن لإطلاع المجتمع على تقاليد وتاريخ اليهود الأتراك. اُفتتح هذا المتحف في 25 نوفمبر 2001. وتأسس متحف كيوينسينتينيال فونداشن عام 1989؛ حيث تولى تأسيسه 113 فردًا من المواطنين الأتراك، اليهود والمسلمين على حد سواء، للاحتفال بالذكرى المئوية الخامسة لوصول السفارديم إلى حكم الدولة العثمانية. وقد كان نعيم جوليريز صاحب فكرة إنشاء هذا المتحف؛ ويعمل الآن أمينًا له أما عن تمويل المتحف فتتولى ذلك الأسرة اليهودية الشهيرة كامهي.

## البناء

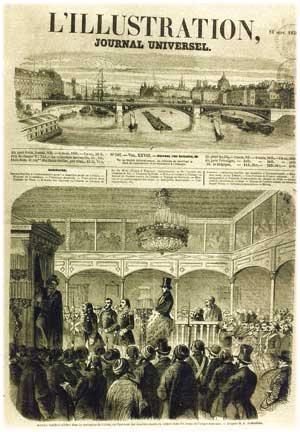
في سبتمبر 1856، أقيم احتفال في كنيس زولفاريس لإحياء ذكرى الجنود اليهود المنضمين للجيش الفرنسي والذين حاربوا في صفوف العثمانيين ضد الروس أثناء حرب القرم وسقطوا جنبًا إلى جنب معهم. وقد كانت الوحدة العسكرية بقيادة عقيد الركن غاربي باي ضمن الحضور في هذه الاحتفالية.

وقد تم ترميم مبنى المتحف، الذي كان يُعرف سابقًا باسم كنيس زولفاريس، وأعيد تصميمه ليناسب شكل المتحف. وهناك دليل على تواجد هذا الكنيس عام 1671، وتشير أساساته إلى أنه تم بناء هيكل آخر أثناء فترة تواجد مستعمرة جمهورية جنوة. وتم تسجيل هذا المتحف باسم «كنيس مقدس (كنيس) بـ غالاتا» أو«كال كادوس غالاتا»، وقد كان يطلق عليه «زولفاريس» حيث كان يعتقد أنه مشتق من الكلمة الفارسية "Zülf-ü Arus", والتي تعني «طرف ثوب العروس». ومع ذلك، أعيد نصب البناء الفعلي فوق أسسه الأصلية على ما يبدو في أوائل القرن التاسع عشر، على الأرجح في عام 1823.

### الإطار الزمني
- 1882 - تبرع صاموئيل مالكي بالإطار الرخامي الذي يحيط بـ إيهال (الخزنة المقدسة).
- 1890 - تم إجراء أعمال الإصلاح بالاعتماد على المساعدة المالية التي وفرتها عائلة الكومندو.
- 1904 - تولى المجتمع اليهودي بـ غالاتا برئاسة جاك بك دي ليون القيام بأعمال الترميم.
- 1968 - المضي قدمًا في الإصلاحات الكبيرة.
- 1979 - خصص المتحف لممارسة اليهود من أصل تراقي عباداتهم.
- 1983 - حفل الزفاف الأخير في زولفاريس.
- 1985 - لم يعد يعمل بمثابة كنيس نظرًا لعدم وجود جماعات المصلين، ومن ثَم تم تخصيصه ليعمل بمثابة كيوينسينتينيال فونداشن بواسطة مؤسسة واحة السلام.
- 2001 - في ظل الدعم المالي من عائلة كامي والإسهامات التي بذلها جاك كامي، تم افتتاح هذا المبنى باعتباره متحفًا.

## تصميم المتحف

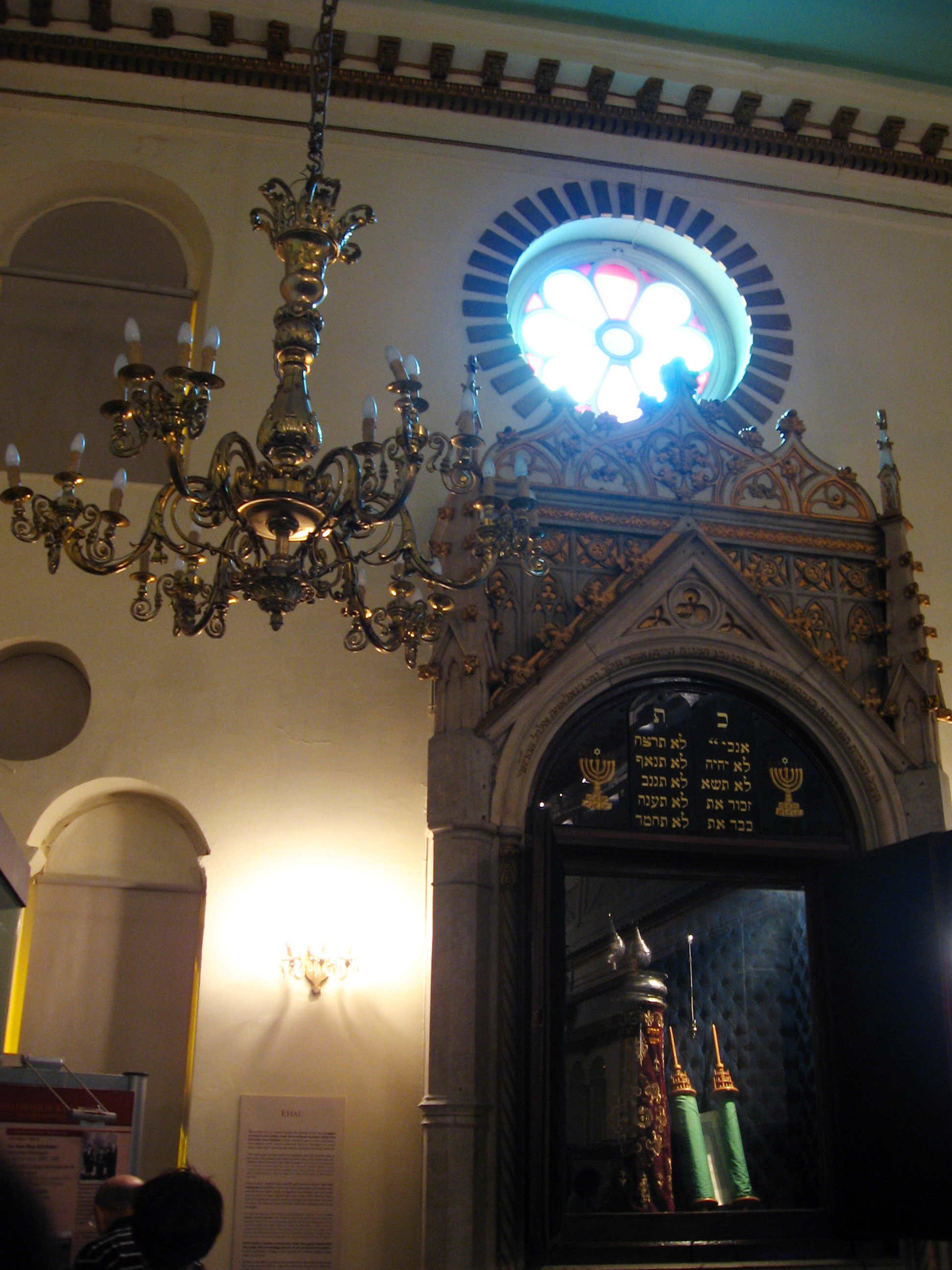
الخزنة المقدسة بكنيس زولفاريسيضم

المتحف اليهودي بتركيا أقسام تشتمل على الثقافات المختلطة بين الأتراك اليهود والمسلمين إلى جانب المواد الإيثنوغرافية التي تصور تقاليد اليهود الأتراك، فضلًا عن الروايات التاريخية للرحلات اليهودية من إسبانيا إلى تركيا.
أما الدخول إلى الفناء فيتم من خلال بوابة حديدية، حيث يوجد نحت معدني صممته ناديا أرديتي. وحيث إنه يحمل العنوان «تمثال النار المتوقدة»، أنشئ هذا التمثال تذكرةً بـ اليهود الأتراك الذين لقوا حتفهم وهم يناضلون في بلقان، ودالماتيا، وقوقاز، وفلسطين، وطرابلس، والدردنيل، وكوريا وحروب التحرير.
وتعرض القاعة الرئيسية المثمنة المتمركزة في طابق المدخل لوحات معلوماتية تحتوي على معلومات ذات صلة بكنيس زولفاريس، ومعهد الحاخام الأكبر والحياة اليومية لليهود الذين يعيشون في إسطنبول والأناضول، فضلًا عن القطع الأثرية كالخطابات والخرائط، والتاليت، والفرمانات (المراسيم الإمبرالية). ويرد بهذا المتحف كذلك نسخة من معاهدة لوزان التي تعترف بسيادة الجمهورية التركية والتي بموجبها أسقط اليهود الأتراك امتيازات جماعاتهم الأقلية. كذلك، تتواجد إيهال (الخزنة المقدسة) في نفس الطابق وتحمل اثنين من لفائف التوراة التي يمكن عرضها. وعلى لوحة معلوماتية أخرى، ترد قوائم بأسماء الأكاديميين اليهود الذين فروا إلى تركيا قادمين من أوروبا أثناء الحرب العالمية الثانية والدبلوماسيين الأتراك الذين ساعدوا اليهود على الهرب من الهلوكوست، والبعض منهم كانوا ضمن قائمة الصالحين بين الأمم.
أما بالنسبة للشرفة، والتي تعمل بمثابة القسم المخصص لصلاة السيدات فتحمل بعض اللوحات التي تصور الحياة اليومية للجالية اليهودية المحلية. ويتم ترتيب الطابق السفلي والأرضي بتسلسل زمني كما في قسم الأعراق البشرية ويزود الطابق باللوحات والمواد ذات الصلة بالميلاد، والختان، والزفاف، والملابس، والمجوهرات، وما إلى ذلك.